# Bieżencew
Bieżencew (ros. Беженцев) – chutor w zachodniej Rosji, w sielsowiecie wyszniedieriewienskim rejonu lgowskiego w obwodzie kurskim.

## Geografia
Miejscowość położona jest nad Apoką (lewy dopływ Sejmu), 5 km od centrum administracyjnego sielsowietu (Wysznije Dieriewieńki), 12 km na południowy zachód od centrum administracyjnego rejonu (Lgow), 69 km na południowy zachód od Kurska.
W chutorze znajduje się 10 posesji.
Klimat
Miejscowość, jak i cały rejon, znajduje się w strefie klimatu kontynentalnego z łagodnym ciepłym latem i równomiernie rozłożonymi opadami rocznymi (Dfb w klasyfikacji klimatów Köppena).

## Demografia
W 2010 r. chutor zamieszkiwało 14 osób.